# Сотня «Залізняка»
Сотня «Залізняка», або також сотня «Месники» — назва підрозділу Української Повстанської Армії, який з березня по середину листопада 1944 року діяв під командуванням Івана Шпонтака (псевдо «Залізняк») на території Галичини, в основному на Закерзонні. Підрозділ в листопаді 1944 року реорганізовано у курінь «Месники» в складі двох сотень, котрий згодом нараховував максимально п'ять сотень (Месники-1, Месники-2, Месники-3, Месники-4, Месники-5) під загальним керівництвом Івана Шпонтака.
Сотня з аналогічною назвою «Месники» функціонувала також у складі куреня Української Народної Самооборони, а пізніше куреня УПА «Скажені» на території Івано-Франківської області під командуванням Олекси Химинця (псевдо «Благий»).

## Передумови та історичне тло подій
Українці є автохтонним населенням Сяноччини. Їх предки проживали у верхів'ї річки Сян з часів формування першої на цих теренах слов'янської спільності, відомої як білі хорвати, землі котрих ввійшли до складу Київської Русі. В XI столітті утворено Перемиське князівство. Потім терени завойовані Польщею, згодом передані Австрії.
Після розпаду Австро-Угорщини й польсько-української війни 1918—1919 років землі Закерзоння в 1921 році ввійшли до Другої Речі Посполитої. У 1929 році створено ОУН, котра поставила собі за мету встановлення Української соборної самостійної держави.
Після початку Другої світової війни, внаслідок нападу Третього Рейху і СРСР на Польщу та радянської анексії західноукраїнських земель, згідно німецько-радянського договору про дружбу і кордони від 28 вересня 1939 року, територія була поділена між Третім Рейхом та СРСР по річці Сян. На підрадянській території Сяноччини, котру Сталін передав УРСР з входженням, зокрема, до складу Дрогобицької та Львівської областей, проти національно свідомих українців задіяно карально-репресивні органи. У період від осені 1939 року і аж по червень 1941 року діяльність ОУН в Україні була значною мірою спрямована на організацію військових вишколів. У Кракові в 1941 році пройшов Другий Великий Збір ОУН, у військових постановах котрого наголошувалось:

| ОУН організує на всіх українських землях і за кордоном військові осередки, виховує й вишколює провідників-організаторів та військових фахівців, організує та вишколює військові кадри, керує й координує цілістю військової роботи...[1] |
Проводились такі вишколи і в утвореній німцями Генеральній губернії. Крім того, ОУН направляла своїх членів та симпатиків на різні військові вишколи, що проводили для місцевих мешканців гітлерівці, зокрема й на Засянні. Про два з них, котрі знаходились в Команчі та Дуклі, згадує в своїх спогадах Андрій Кордан, автор книги «Один набій з набійниці. Спомини вояка УПА з куреня Залізняка». Та далеко не всі, хто добровільно подався на вишколи, а згодом збройно виборювати незалежну українську державу, були пов'язані з ОУН. Кордан причини своїх дій пояснює так: «мій батько був добрим вояком за Австрії. Я дуже полюбив військо і пішов по батьківських слідах.». Мемуари Андрія цікаві не лише тим, що він був одним з тих поліцейських УДП, котрі творили загін, але ще й тим, що провоював і ньому аж до розпуску куреня «Месники».

### Зі спогадів Андрія Кордана

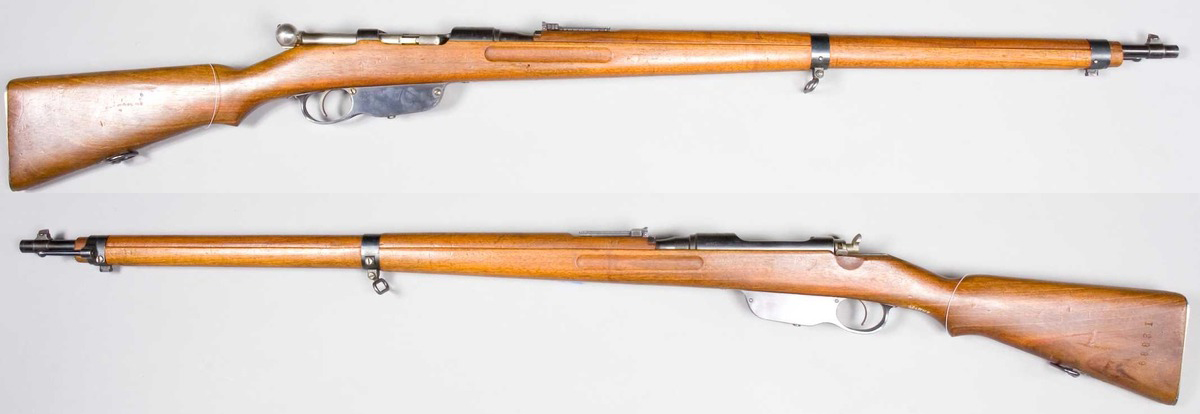
Карабін Штайр-Манліхер-М1895, що був на озброєнні УДП і з яким поліцейські переходили в новостворену сотню «Залізняка».

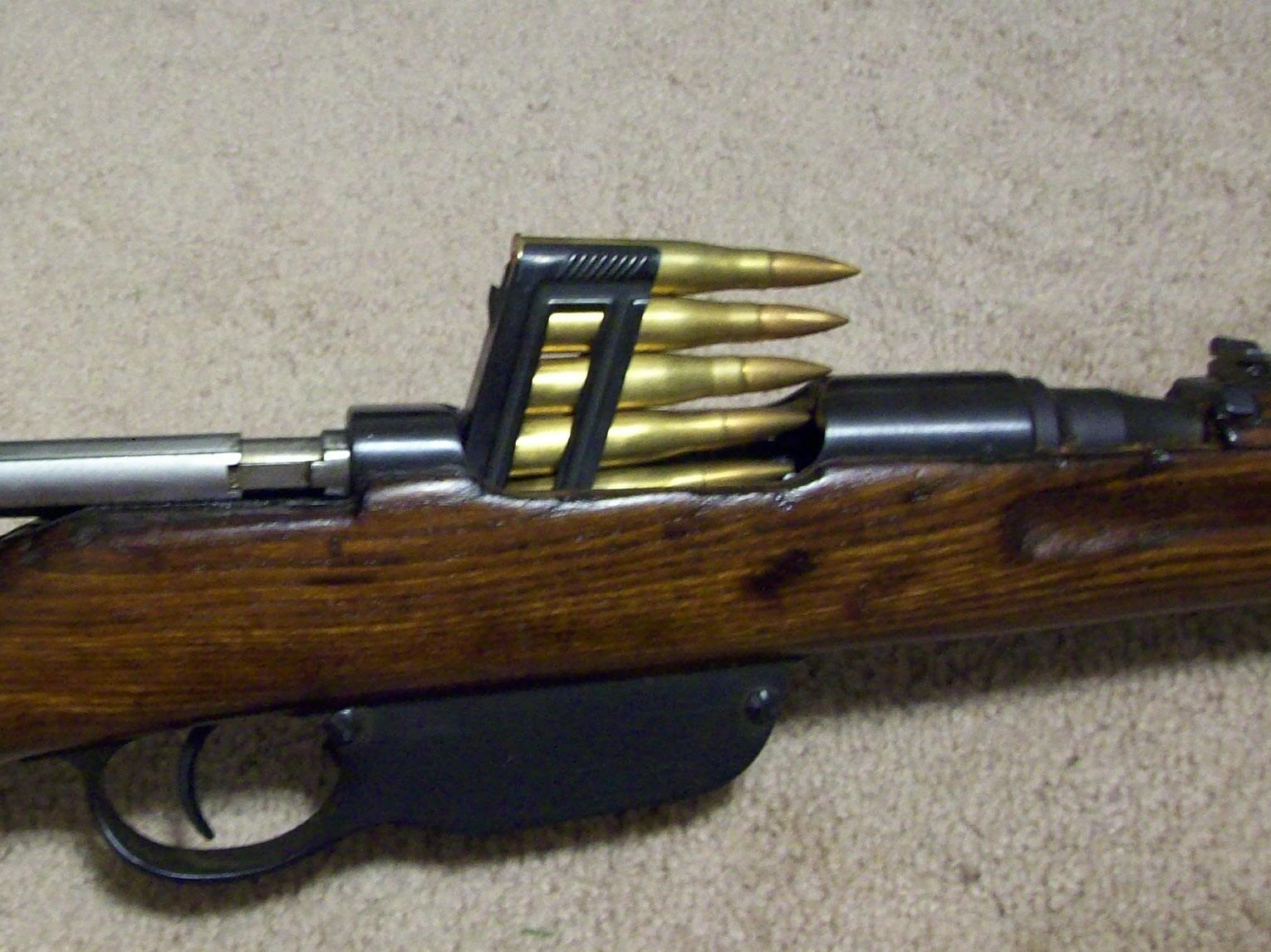
Магазин на 5 патронів для Манліхера. Виданих поліцейським набоїв вистачало на 2 таких магазини.

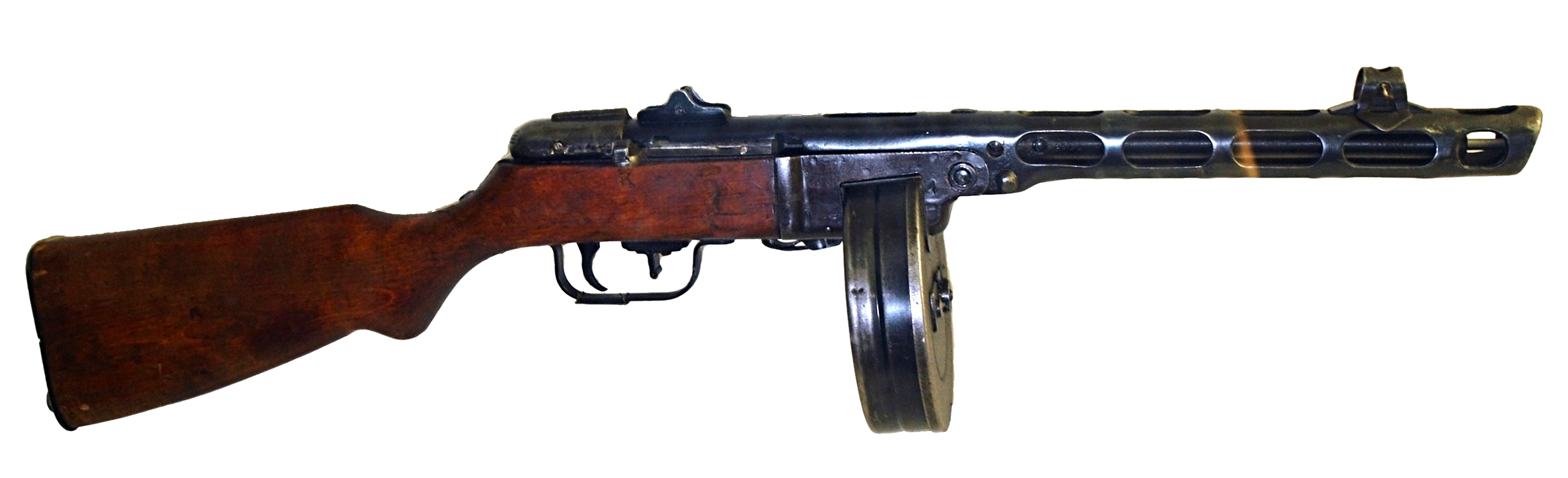
«Пепешка», або пістолет-кулемет ППШ-41 (Пистолет-пулемёт Шпагина, зразка 1941 року).

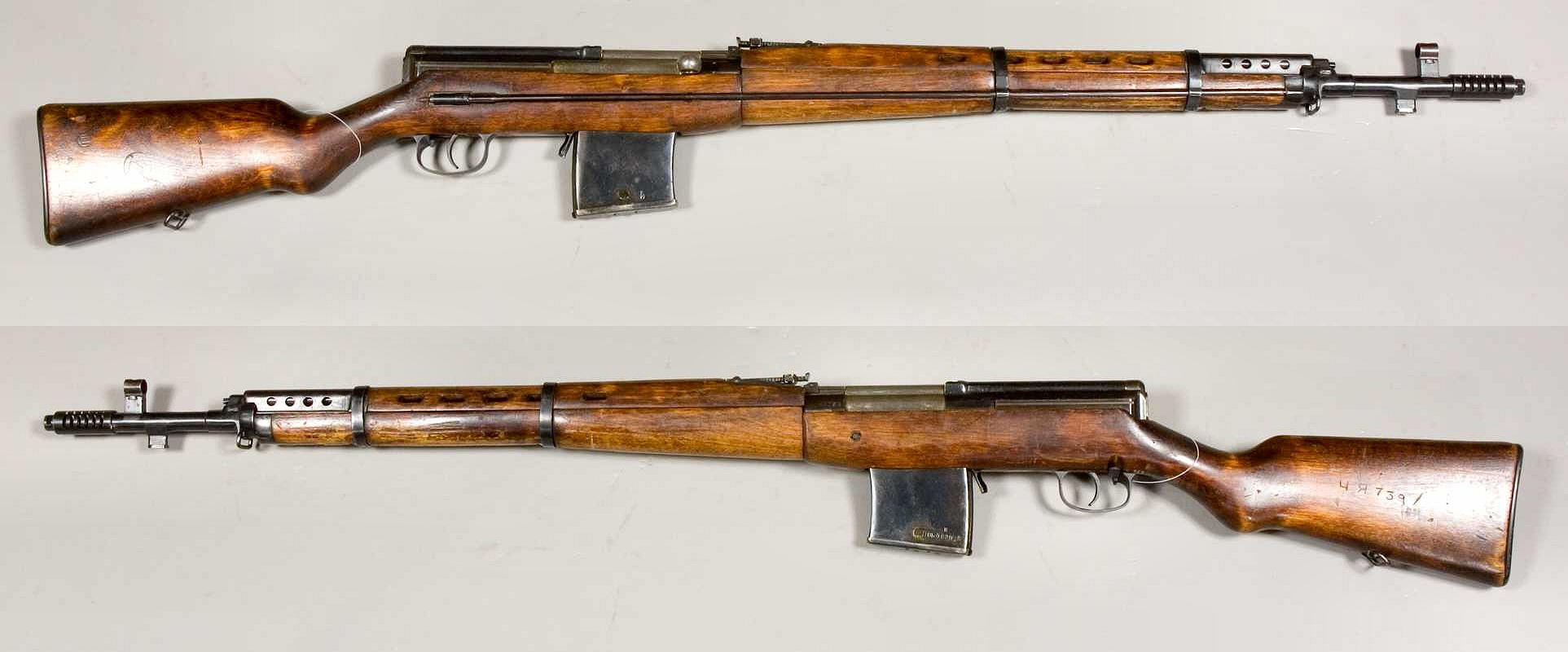
Десятизарядка, або самозарядна гвинтівка Токарєва, котра мала магазин на 10 набоїв.

Оскільки в ближчій до Вислока Горішнього Команчі вільних місць не було, то 17-річний Андрій весною 1941 року вступив до українського добровольчого відділу в Дуклі, де крім нього, було ще вісім його земляків з Вислока Горішнього та Вислока Долішнього, а окрім того, «також із навколишніх сіл та з Галичини». Відділ складався з трьох чот та дев'яти роїв, сумарно 120 осіб без урахування командного складу. В травні 1941 року підрозділ переведено до Бранденбургу, де, у польовому таборі на відстані 8-10 км від міста, відділ ще впродовж трьох місяців проходив вишкіл зі зброєю та бойовими стрільбами, а потім приблизно на місяць повернувся в Дуклю. Наприкінці цього терміну (орієнтовно — серпень-вересень 1941 року) перед ними виступив полковник армії УНР Роман Сушко, котрий сказав, за спогадами Кордана, приблизно наступне:

| Сьогодні я мав змогу приглянутись до ваших теренових вправ. Впродовж короткого вашого вишколу ви навчилися військової тактики досить добре. Я думаю, що в короткому часі зустрінемось і побачимось У Києві. Слава Україні! Героям слава! |
Через декілька днів їх відправили до Львова, де обіцяли обмундирувати, озброїти й відправити «вслід за фронтом очищати терени від московсько-більшовицьких недобитків, а якщо буде потрібно, то й на фронт». По дорозі у Перемишлі і в самому Львові вони бачили плакати про відновлення Української Держави, на той момент частково уже зірвані, а У Львові перед ними німецькою виступив командир німецької жандармерії Львівської округи гуаптман Шульц:

| … ваша мета та ціль тут сьогодні закінчується. Нам, німцям, не потрібна ваша допомога у боротьбі з більшовиками. Наша армія така могутня і сильна, що знищить їх сама. А ви, якщо хочете, то беріть на себе деякі обов'язки і працюйте разом з нами, і тим самим допоможете своїм братам і сестрам. А ми, німці, хочемо допомогти вам. Якщо ж ви не хочете, то є така нація — поляки, що сама намагається взяти на себе ті обов'язки. Вони допомагатимуть нам і далі битимуть ваших братів і сестер, як били давніше. Отож я прошу вас, хто з вас хоче стати в ряди української поліції, піднесіть руку! |
Після нього з аналогічним звертанням українською виступив сотник української поліції Козак. Переконані таким чином, випускники відділу дали згоду й пішли на реєстрацію. Як згадує Кордан:

| До прийняття у поліцію кожного з нас викликали до канцелярії, де знаходилось гестапо і де воно проводило допити. до канцелярії ішли всі, та з канцелярії до залі не всі вертались. Що з ними сталось і куди вони зникли, мені не відомо. Як говорили пізніше, ті хлопці, що не повернулись у залю, були арештовані гестапо за приналежність до ОУН. |
Після вступу в УДП Кордан потрапив в Раву-Руську, далі служив в станиці УДП в Магерові, в Любичі-Королівській, в Добросині і знову в Раві-Руській.
У Раві-Руській Андрій став випадковим свідком варварських знущань і тортур гестапівців над людьми, «втратив симпатію до німців, до їхніх гарних промов про те, що вони йдуть визволяти народи з-під більшовицького гніту та комунізму» і постановив:

| ти, німото, з мене великої користи не будеш мати, а своєму брату (українцю), скільки зможу, стільки допомагатиму. |
У Мегерові поліцію розмістили в двоповерховому мурованому приміщенні, що перед тим належало НКВС, з підвалом, де енкавеесники утримували людей та проводили допити: «стіни пивниці були залиті кров'ю, подекуди можна було прочитати написи: дати, прізвища, писані кров'ю, нашкрябані камінцем, а то й олівцем.» «У містечку було багато євреїв, всіх їх (німці) зігнали в одну дільницю, так зване гетто. Там вони мали свою поліцію й адміністрацію», а УДП входити на територію гетто було заборонено. Мегерівський комендант Гнідець, що отримав посаду, закінчивши перший випуск української поліційної школи у Львові, за словами Андрія, «не промивав нам мозок службою та доносами», як його попередник, «а ніби готував із нас партизанів», протягом кількох місяців навчаючи почергово в Щирецьких лісах особовий склад станиці користуватись автоматичною зброєю — кулеметом Дегтярьова, знайденим у покинутому бункері.
Кордан згадує, як влітку 1943 року в Любичі-Королівській приблизно 260 есесівців забрали всіх євреїв з місцевого гетто і погнали їх близько 8 км пішки до Белзця в концтабір, розстрілюючи тих, хто чинив спротив або пробував тікати по дорозі, а місцевих жителів згодом змусили закопувати ці трупи. В самому ж винищувальному таборі есесівцям допомагали військовополонені, колишні військовослужбовці Червоної армії:

| Вони носили чорні уніформи, а на кашкетах — черепи. Були добре озброєні більшовицькими автоматами. У вільний від злочинної служби час тинялися вони по навколишніх селах, міняли золото на горілку, яйця, масло, а після пиятик ґвалтували українських дівчат. Мало хто з них умів добре говорити по-німецьки, розмовляли по-московськи, словом, «штокали» і «какали». Люди назагал їх боялися і називали «чорними круками». |
Ті ж «чорні круки» під командуванням есесівців влітку 1943 року, як негайну кару за підпал у Белзці двох стаєнь з кіньми, вночі напали на присілки Святе-Колонія, Рудки, Любича-Князі, заселені переважно українцями, арештували близько 120 осіб віком від 17 до 50 років та розстріляли їх під церквою села Князі. Вранці такий самий напад здійснили на Любичу-Королівську, де на площі біля пошти розстріляли ще 80 осіб.
Згодом, за словами Андрія Кордана, з повітової комендатури поліцію повідомили, що з числа цих «круків» «понад 12 осіб із автоматичною зброєю втекло», перебігши до радянських партизан, а згодом поночах нападали з лісу на тих же селян, вимагаючи, під погрозами смерті, золото назад. Кордан також згадує про штурмфюрера СС, що 2 тижні мешкав на 2-му поверсі їхньої станиці, постійно привозив на своєму мотоциклі дівчат віком 16-20 років, використовував їх для задоволення свого статевого потягу, згодом, під час «прогулянки» до лісу, вбивав пострілом у голову, а потім вимагав від поліцаїв послати людей закопувати трупи.
У Добросині місцевий станичний комендант Коцур, котрий належав до ОУН, проводив негласну перевірку Андрія, даючи йому невеликі завдання. Одночасно деякі станиці Равської округи УДП, тісніше пов'язані з ОУН, почали переходити до повстанців, імітуючи напади на них радянських партизан. Власне саме такий спосіб, імітацію нападу на Раву-Руську УДП, називають причиною переходу весною 1944 року равської поліції до повстанців та створення сотні «Месники» 11 колишніх повстанців, авторів книги «Партизанськими дорогами з командиром „Залізняком“».
Кордан же згадує, що ще в лютому 1944 року всі станиці округи наказом повітової команди з районів були скликані і зосереджені у Раві-Руській, де зібралось 120—140 осіб. З Рави-Руської Андрій двічі наказом повітової команди як тереновий провідник направлявся на допомогу німецьким поліційним відділам у їх протипартизанській боротьбі. Першого разу, вийшовши до села Монастир та присілків Дагани Перші і Дагани Другі, німці зав'язали бій з радянськими партизанами, що відступали в бік польських сіл й одного з них убили:

| Йому було близько 30-40 років, високий, чорнявий, але виглядав, наче загнана звірина — заріс немов лев, був дуже виснажений, весь у чиряках. Вдягнений був у сільський господарський кожух, перев'язаний шнурком, великі чоботи з якогось дядька, ватовані штани, більшовицька шапка. |
Через декілька днів, в кінці лютого, Кордан в Верхраті був присутній при допиті одного захопленого в полон радянського партизана. За спогадами Андрія, полонений про себе розповідав, що є 26-річним українцем з Донбасу, при відступі більшовиків дезертирував, під час німецької окупації працював в колгоспі, потім переховувався, під загрозою розстрілу родини зголосився на військкомат, відправлений разом з штрафниками на фронт, але при підході до нього їх забрав спецвідділ НКВС і під конвоєм переправив у німецький тил, командири — «москалі», підлеглих контролюють за допомогою донощиків-сексотів, за порушення карають смертю, поранених переважно дострілюють, трупи ховають безслідно.

## Створення
До весни 1944 року на території Посяння не діяло жодного місцевого українського збройного відділу, котрий би мав відповідну військову організацію та структуру, підпорядковувався командній ієрархії й займався виключно військовою справою і на ці землі не проникав жоден такий український підрозділ з інших теренів.
Початком організованого збройного руху українців на цих теренах став прихід в село Гораєць поблизу Чесанова в кінці березня 1944 року понад 70 поліцейських української допоміжної поліції з залоги міста Рава-Руська, котрі під командуванням заступника повітового коменданта поліції Івана Шпонтака, який перед тим провів відповідні переговори з окружним провідником ОУН в Рава-Руській окрузі «Карпом», перейшли на бік українського підпілля. Ця група стала ядром першого на цій території відділу Української Народної Самооборони (УНС).
Формування сотні відбувалось в селі Горайці та його околицях. Для конспірації Іван Шпонтак наказав кожному, починаючи від командира чоти і нижче, підібрати собі псевдо, котре б починалось на першу літеру прізвища бійця, внести його в список відділу й дальше вживати тільки їх. Так Андрій Кордан вибрав псевдонім «Козак».
На кінець квітня командир УПА-Захід Василь Сидор-Шелест підпорядкував поповнену новобранцями сотню «Залізняка» (таке псевдо прибрав собі її командир Іван Шпонтак) командуванню 2-ї Воєнної Округи «Буг», безпосередньо заступнику командира ВО-2 Мирославу Онишкевичу («Оресту»). Сотня ввійшла до 24-ї Равської округи.
Внаслідок реорганізації Української Народної Самооборони в кінці травня 1944 року всі відділи УНС у ВО-2 «Буг» (в тому числі й сотню «Залізняка») перейменовано на відділи УПА, хоча в документах куреня «Месники» офіційним початкам його діяльності як підрозділу УПА зазначено 1 квітня 1944 року.

## Озброєння
Відомо принаймні про три способи поповнення озброєння сотні: добровольці приходили в підрозділ зі своєю зброєю, озброєння постачала підпільна цивільна сітка ОУН та поповнювалось в вигляді трофеїв під час військових операцій. Так само надлишкове або непотрібне на даний момент озброєння складувалось самостійно або передавалось для магазинування цивільній сітці ОУН.
За спогадами Андрія, у перші дні його служби в УДП в Мегерові озброєння навколо «було багато, тому що більшовицька армія кидала її, тікаючи чи здаючись німцям у полон», і «кожний озброювався, як хотів». Лише наприкінці місяця з повітової команди з Рави-Руської привезли всім службову зброю (австрійські кріси «манліхери»), боєприпаси (по 10 набоїв на карабін, за використання кожного з котрих треба було давати письмовий звіт) та посадові інструкції. Один з наказів вимагав від поліції конфісковувати та відправляти до повітової команди зброю та військову амуніцію, що «залишились по большевиках», але «зібрали зброї дуже мало, переважно поламаної та іржавої», тому що справну, на думку Козака, «зазделегідь магазинувала організаційна сітка ОУН». Кордан про кулемет, з якого комендант УДП у Мегерові вчив поліцейських стріляти, згадує так:

| Що сталось з тим скорострілом потім, не знаю. Гадаю, що комендант Гнідець віддав його ОУН[34]. |
З вищезгаданими «манліхерами» колишні поліцейські й прийшли в Гораєць. Прибувало в загін поповнення з місцевого населення, дехто мав «пепешки» та десятизарядки.

## Склад

### Командний склад
| Посада            | Прізвище          | Псевдо      | Рік народження | Місце народження            | Час на посаді     |
| ----------------- | ----------------- | ----------- | -------------- | --------------------------- | ----------------- |
| Командир          | Шпонтак Іван      | «Залізняк»  | 1919           | Вовкове                     | 03.1944—11.1944   |
| Бунчужний         | Ухань Михайло     | «Бойко»     | 1920           | Ужгород                     | 03.1944—11.1944   |
| Політвиховник     | невідоме          | «Деркач»    | 1914           | на Білгорайщині             | 03.1944—11.1944   |
| Інтендант         | Горечий Володимир | «Скала»     | 1916           | Рава-Руська                 | 03.1944—11.1944   |
| Польовий жандарм  | Ялоха Іван        | «Ялівець»   | 1918           | Коровиця (?)                | 03.1944—11.1944   |
| Санітар           | Вальницький Іван  | «Війт»      | 1921           | Люблинець Новий             | 03.1944—11.1944   |
| Рушникар          | Чорній Василь     | «Бич»       | 1909           | Прісся Рава-Руського повіту | 03.1944—11.1944   |
| Командир 1-ї чоти | Шиманський Іван   | «Шум»       | 1913           | Люблинець Новий             | 03.1944—11.1944   |
| Командир 2-ї чоти | Булас Теодор      | «Балай»     | 1913           | Вілька Горинецька           | 03.1944—11.1944   |
| Командир 3-ї чоти | невідоме          | «Шпак»      | 1915           | Любачів                     | 03.1944 — 05.1944 |
| Командир 3-ї чоти | Ярмола Василь     | «Яр»        | 1914           | Вербиця                     | 05.1944—11.1944   |
| Командир 4-ї чоти | Мазур Григорій    | «Калинович» | 1912           | Карів                       | 03.1944—11.1944   |

### Особовий склад
Сотня «Залізняка» налічувала у своєму складі 4 повстанські чоти, кожна з яких складалася з 3 роїв. Була окрема мінометна ланка з шести бійців.

## Вишкіл
Андрій Кордан та частина його колег-поліцейських з УДП вже пройшли попередню військову підготовку. Інші пройшли вишкіл в Поліційній школі, що діяла у Львові під керівництвом сотника І. Козака. А частина добровольців з місцевого населення мали досвід військової служби в Війську Польському, червоній армії або вермахті.
Вишкіл та бойове злагодження при організації сотні, тобто перетворення колишніх поліцейських та добровольців з переважно навколишніх сіл в єдиний бойовий підрозділ проходило в лісових масивах навколо Горайця. Там створено лісовий табір, що охоронявся, проводилась військова розвідка околиць. При цьому сотня «Залізняка» тримала зв'язок з ще з однією сотнею УПА, котра, під командуванням «Ема», також навчалась військової справи в лісах поблизу села Медвежі. Під час вишколу трапилось декілька невеликих сутичок з розвідниками польських та радянських партизанських формувань, що діяли на цих теренах.

## Бойовий шлях

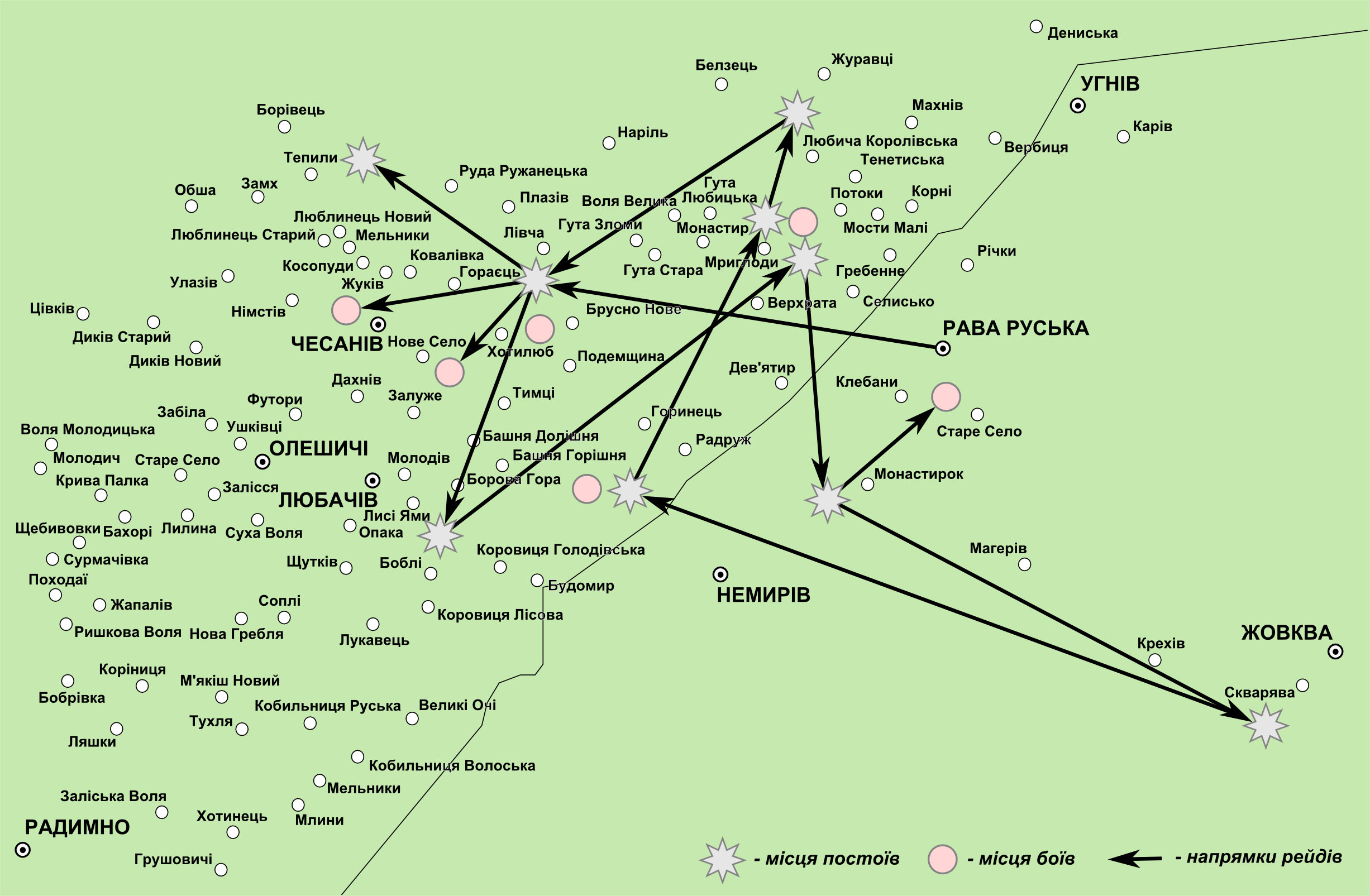
Карта-схема рейдів та боїв сотні «Залізняка» в 1944 році

### Квітень 1944
Перша бойова акція новоствореного військового підрозділу УПА —відплатна акція на село Рудка.

#### Відплатна акція на село Рудка
- Мета — відплата винним за співпрацю з німцями, зокрема за передачу їм захоплених поляками в полон 11 лютого 1944 року на шляху з Горайця до Горинця членів сітки ОУН Адріяна Лебедовича та двох братів Козіїв з Горайця, (котрі того ж дня були розстріляні німцями у Горинці), замордування підпільника Івана Мачая. А також — поповнення вогнепальною зброєю за рахунок запасів мешканців села[25].
- Час проведення — 19 квітня 1944 року[36].
- Хід події: сотня оточила село Рудка, де перебував польський відділ[36], а одна її чота ввійшла до населеного пункту. На вимогу мешканцям видати заховану зброю та винних у смерті українців у відповідь пролунали кулеметні черги. Відстрілююись, чота при вогневій підтримці решти бійців сотні покинула населений пункт.[25]
- Наслідки: жодної з цілей операції не виконано, під час бою постраждали мешканці села та будівлі. Втрат з боку сотні не було.

#### Інше
Крім того в квітні повстанська сотня проводила бойову акцію проти польської самооборони в селі Хотилюб (22 квітня), та відплатну акцію проти польської боївки на присілку Границя. Одна чота сотні 30 квітня провела акцію проти такої ж боївки на польський присілок Фрайфельд.

### Травень 1944
Протягом травня сотня «Месники» тимчасово захопила місто Чесанів та вела бої з підрозділами німецької поліції й вермахту.

#### Бойова акція на місто Чесанів
- Мета — відібрати збіжжя, забране від українських селян гітлерівцями як контингенту (податку) для Третього Рейху.[25]
- Час проведення — 3 травня 1944 року[36].
- Хід події: надвечір сотня «Залізняка» ввійшла у містечко, в якому в приміщенні місцевої школи окупанти зберігали значну кількість збіжжя. Німецька охорона спробувала чинити опір, але, переконавшись у нерівності сил, на вантажному авто відступила дорогою в напрямі міста Любачіва. На той момент поляки в більшості своїй покинули Чесанів і виїхали до Нароля, Руда-Ружанецької та інших навколишніх сіл з переважаючим польським населенням. Але в місті залишилась польська бойова група, котра розпочала бій з сотнею. Внаслідок взаємної перестрілки вогнем знищено будівлі місцевих українських та польських мешканців, загинули цивільні особи.[25]
- Наслідки: збіжжя забрано українським населенням навколишніх сіл.

#### Бій біля Нового Села
У період Зелених Свят 1944 року повстанці перебували в селі Люблинець Новий (тепер — в гміні Чесанів Любачівського повіту в Підкарпатському воєводстві на сході Польщі), південніше котрого розташовані лісові масиви Сольської Пущі. Попереджені своєю розвідкою про наміри німецького командування оточити ліси Сольської Пущі та очистити прифронтову зону від партизанів (там на той момент перебували з'єднання польських та радянських партизанів), Іван Шпонтак відвів своїх бійців до свого попереднього місця стоянки — у Гораєцькі ліси. До Любинця та сусідніх з ним сіл вступили німецькі війська, які блокували по периметру Содольську Пущу. До їх складу входили німецько-калмицькі підрозділи під командуванням Долля (нім. Doll), які, зокрема, зайняли Нове Село та зайнялись грабунком місцевого українського населення: відбирали та різали худобу на м'ясо, в першу чергу коней, так як конина вважалась серед калмиків делікатесом. Отримавши дані від своєї розвідки, командування сотні ухвалило рішення заатакувати ворога.
- Мета — розгромити гітлерівців та захистити селян від насильства.
- Час проведення — 15 травня 1944 року.
- Хід події: пройшовши прискореним маршем до Нового Села, сотня розгорнулась лавою і, відкривши вогонь з повстанської зброї, рушила в атаку на окопи застав ворога, котрі розташовувались на дорогах, що вели до села та з боку лісу. Не зважаючи на те, що до німецько-калмицького підрозділу з населеного пункту підійшло підкріплення, котре там грабувало місцевих жителів, після години бою ворог був змушений відступити, забираючи своїх вбитих і поранених та залишаючи на полі бою зброю та військове спорядження, у напрямі села Башня (тепер — села Башня Горішня та Башня Долішня в гміні Любачів), де розташовувались інші німецькі підрозділи.[25]
- Наслідки: ворог був примушений припинити грабунок мешканців Нового Села. «Месники» втратили вбитим одного бійця — стрільця Михайла Плаксія на псевдо «Перстень», уродженця села Улазів, та ще двоє повстанців було поранено. Сотнею захоплено трофеї — «два ручних кулемета зразка ЛМГ-42, кільканадцять МП та рушниць, багато амуніції, боєприпаси».[25]

#### Інше
У травні, крім того, сотня «Месники» здійснила засідки на підрозділ німецької поліції і (біля Белзця та Горинця) на підрозділ фронтових частин вермахту.